# ألين ستويكا
الين ستويكا (بالرومانية: Alin Stoica)‏ (10 ديسمبر 1979 ببوخارست في رومانيا - ) هو لاعب كرة قدم روماني في مركز الوسط. شارك مع منتخب رومانيا لكرة القدم. أما مع النوادي، فقد لعب مع بولتيهنيكا تيميسوارا ونادي براشوف ونادي رويال أندرلخت ونادي ستيوا بوخارست ونادي سيينا ونادي غينت ونادي فويفودينا ونادي كلوب بروج ونادي موسكرون وكونكورديا كياجنا وFC Progresul București ‏ وFB Gulbene ‏ وبولي تيميشوارا ‏.

## روابط خارجية
- الين ستويكا على موقع قاعدة بيانات كرة القدم.إي يو (الإنجليزية)
- الين ستويكا على موقع ناشيونال فوتبول تيمز (الإنجليزية)
- الين ستويكا على موقع عالم كرة القدم.نت (الإنجليزية)